# Hanne Wolharn
Hanne Bernadine Wolharn (* 4. November 1968 in Rheda-Wiedenbrück, Nordrhein-Westfalen) ist eine deutsche Schauspielerin und Schauspielcoach.

## Leben
Von 1990 bis 1994 besuchte Hanne Wolharn die Folkwang Hochschule Essen. Sie wirkte in diversen Theaterproduktionen mit und ist ab dem Jahr 2000 vor allem durch die Rolle der Senta Lemke in der Serie Gute Zeiten, schlechte Zeiten bekannt geworden. 
Aus der Serie schied Wolharn am 15. März 2007 aus, da RTL die Familienstruktur in der Serie verjüngen wollte. Seit 2008 arbeitet sie neben der Schauspielerei als Kameracoach (vor allem für Kinder und Jugendliche) bei verschiedenen Produktionen wie z. B. Lore und Allein gegen die Zeit. In den Jahren 2015 und 2016 war sie in der ZDF Kriminalfilmreihe Kommissarin Heller in den Folgen Querschläger und Hitzschlag neben Lisa Wagner zu sehen. 
Hanne Wolharn hat einen Sohn.

## Theater
- 1992: Schauspielhaus Oberhausen in Sladek als Das Mädchen
- 1995–1996: Schleswig-Holsteinisches Landestheater in Emilia Galotti als Gräfin Orsina
- 1996–1997: Rheinisches Landestheater Neuss in Im Schatten der Hochbahn als Angela
- 1997–1998: Theater Bremen in West Side Story als Rosalia
- 2005: Brandenburger Theater in Familienbande

## Filmografie
- 1993: Nacht der Frauen
- 1997: Natalie – Die Hölle nach dem Babystrich
- 1998: Stadtklinik (Fernsehserie, 1 Folge)
- 1998: Wilsberg: In alter Freundschaft (Fernsehreihe)
- 1998: Natalie 3 – Babystrich online
- 1998: T.V. Kaiser (1 Sendung)
- 2000–2007: Gute Zeiten, schlechte Zeiten (Fernsehserie)
- 2003: Jagd auf den Flammenmann
- 2003: Für immer im Herzen
- 2004: Immer Wieder
- 2004: Papa ist der Boss
- 2007: Die Unschuld
- 2008: Vergessen können
- 2008: Im Namen des Gesetzes (Fernsehserie, 1 Folge)
- 2010: Des Kaisers neue Kleider
- 2010: Allein gegen die Zeit (Fernsehserie, 1 Folge)
- 2012: Tatort – Verschleppt
- 2012: Lore
- 2013: Das Adlon. Eine Familiensaga
- 2013: Der Feind in meinem Leben
- 2015: Armans Geheimnis (Fernsehserie, 2 Folgen)
- 2015: Kommissarin Heller – Querschläger
- 2016: Kommissarin Heller – Hitzschlag
- 2019: In aller Freundschaft – Die jungen Ärzte (Fernsehserie, Folge: Herzenssache)
- 2019: Alles was zählt (Fernsehserie, 45 Folgen)
- 2019: Jerks. (Fernsehserie, 1 Folge)
- 2020: SOKO Leipzig (Fernsehserie, 1 Folge)
- 2021: Heldt (Fernsehserie, Folge: An’ne Bude)
- 2025: In aller Freundschaft – Die jungen Ärzte (Fernsehserie, Folge Reifeprüfung)